# Euptychia meta
Euptychia meta är en fjärilsart som beskrevs av Gustav Weymer 1910. Euptychia meta ingår i släktet Euptychia och familjen praktfjärilar. Inga underarter finns listade i Catalogue of Life.